# Armenia all'Eurovision Young Musicians
L'Armenia ha debuttato all'Eurovision Young Musicians 2012, svoltosi a Vienna, in Austria.

## Partecipazioni
- Primo posto
- Secondo posto
- Terzo posto

| Anno                                    | Artista        | Strumento | Canzone                                                                 | Posizione | Posizione         |
| Anno                                    | Artista        | Strumento | Canzone                                                                 | Finale    | Semifinale        |
| --------------------------------------- | -------------- | --------- | ----------------------------------------------------------------------- | --------- | ----------------- |
| 2012                                    | Narek Kazazyan | Qanun     | Concerto per qanun e Orchestra No. 2 E-Maggiore di Khachatur Avetisyan  | 3º        | Niente semifinali |
| Nessuna partecipazione dal 2014 al 2022 |                |           |                                                                         |           |                   |
| 2024                                    | Hayk Hekekyan  | Oboe      | 1° movimento dal Concerto per oboe in Re minore di Ludwig August Lebrun | F         | Niente semifinali |